# Bjørn Stenersen
Bjørn Stenersen (* 9. Februar 1970 in Bergen (Norwegen); † 16. September 1998 in Trondheim) war ein norwegischer Radrennfahrer und nationaler Meister im Radsport.

## Sportliche Laufbahn
Stenersen war im Straßenradsport aktiv. Er begann seine Karriere im Verein Bjørgvin Cykkelklubb.
Stenersen war Teilnehmer der Olympischen Sommerspiele 1992 in Barcelona und wurde 38. im olympischen Straßenrennen. Im Mannschaftszeitfahren wurde Norwegen mit Stig Kristiansen, Roar Skaane, Bjørn Stenersen und Karsten Stenersen 11. des Rennens.
1991 gewann er bei den Straßenradsport-Weltmeisterschaften mit Stig Kristiansen, Johnny Sæther und Roar Skaane die Bronzemedaille im Mannschaftszeitfahren.
Nachdem er bereits bei den Junioren norwegischer Meister auf der Straße und auf der Bahn geworden war, gewann er 1989 die nationalen Titel im Einzelzeitfahren und im Mannschaftszeitfahren. 1990 wurde er Titelträgen im Straßenrennen und im Mannschaftszeitfahren. 1991 gewann er erneut die Titel im Einzelzeitfahren und im Mannschaftszeitfahren. Zeitfahrmeister wurde Stenersen erneut 1992. Den Titel im Mannschaftszeitfahren holte er auch 1996 und 1997. 1989 wurde er Dritter in der Baltic-Rundfahrt, einem Etappenrennen für Nachwuchsfahrer und gewann dabei eine Etappe. In der Norwegen-Rundfahrt 1991 und 1992 wurde er jeweils Zweiter hinter Dag Erik Pedersen. 1991 gewann er zwei Etappen, 1992 holte er einen Etappensieg in der Rundfahrt. Im Einzelzeitfahren um den Grand Prix de France wurde er 1990 Dritter.
Bei den Meisterschaften der Nordischen Länder gewann er 1991 die Silbermedaille im Mannschaftszeitfahren. 1989 bestritt er die Tour de l’Avenir und wurde 34., 1992 15. der Gesamtwertung. 1990 kam er in der Rheinland-Pfalz-Rundfahrt auf den zweiten Platz hinter Kai Hundertmarck und fuhr die Österreich-Rundfahrt. In der Internationalen Friedensfahrt wurde er 1992 16. im Endklassement.
1992 wurde er Berufsfahrer im Radsportteam Motorola und fuhr mit Lance Armstrong und Fabio Casartelli in einem Team. Den Giro d’Italia fuhr er zweimal. 1993 wurde er 91., 1994 schied er aus. In den Rennen der Monumente des Radsports war der 24. Platz bei Paris–Roubaix 1993 sein bestes Resultat.

## Familiäres
Sein Bruder Karsten Stenersen war ebenfalls Radrennfahrer und Teilnehmer an den Olympischen Spielen.